# Nannocyrtopogon minutus
Nannocyrtopogon minutus är en tvåvingeart som beskrevs av Wilcox och Martin 1936. Nannocyrtopogon minutus ingår i släktet Nannocyrtopogon och familjen rovflugor.
Artens utbredningsområde är Kalifornien. Inga underarter finns listade i Catalogue of Life.